# Gill, Massachusetts
Gill är en kommun (town) i Franklin County i delstaten  Massachusetts, USA. Vid folkräkningen år 2010 bodde 1 500 personer på orten. Den har enligt United States Census Bureau en area på totalt 38,3 km² varav 2,7 km² är vatten.